# Packmopedsturné

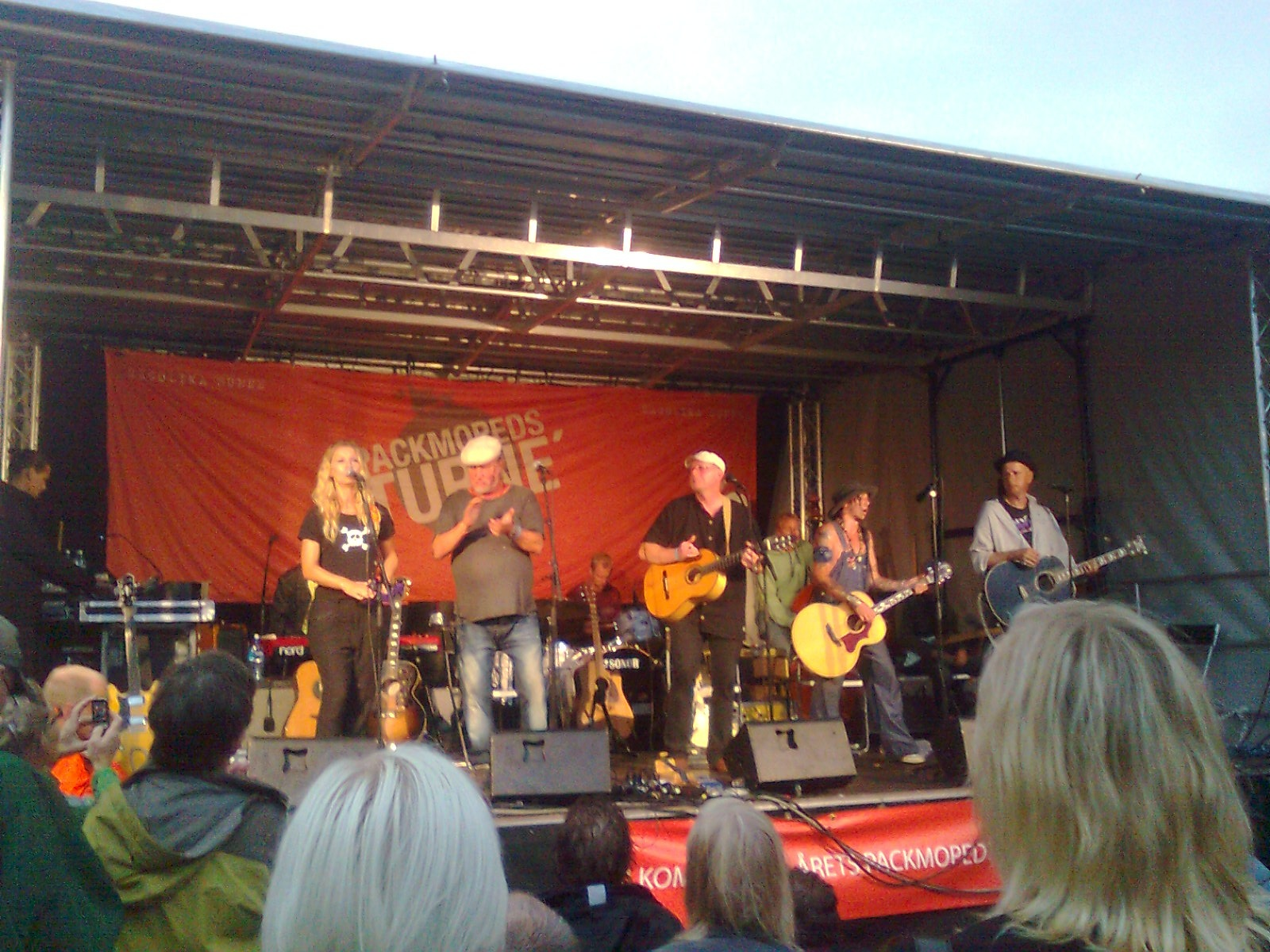
Packmopedsturnén 2011, här på Arvika Hamnfest.

Packmopedsturné är ett återkommande konsertarrangemang i Värmland, där de deltagande artisterna reser mellan konsertplatserna på mopeder. Turnéerna har arrangerats sommartid så gott som årligen sedan 1992. Initiativtagare och turnéledare är musikern Göran Samuelsson.
Bland de artister som har medverkat finns bland andra Uno Svenningsson, Irma Schultz Keller, Niklas Strömstedt, Wille Crafoord, Peter Lundblad, Marie Bergman, Caroline af Ugglas, Ebbot Lundberg, Nisse Hellberg och Totta Näslund. År 2010 medverkarde Plura Jonsson, Ola Magnell, Sara Löfgren och Dregen. Pugh Rogefeldt, som medverkade år 2009, beskrev turnén som "en av dom märkligaste upplevelser jag varit med om" och att det är "som en stor ära att överhuvudtaget få vara med".
Turnén har bland annat uppmärksammats i en timslång dokumentärfilm, Moppeturné för Totta. Filmen, som är gjord av Eva Akre och Dan Nilsson, skildrar den turné som arrangerades 2005. Filmen sändes i Sveriges Television i april 2006 och hade där 780 000 tittare.